# Култура кафе у бившој Југославији
У бившој Југославији испијање кафе је важна културна пракса. Култура кафе има дугу историју, која датира још из отоманског периода. Посебна врста кафане у бившој Југославији је кавана/кафана, а традиционални облик кафе је „турска кафа“.

## Историја

### Османски период
Срби су били под утицајем османске културе након османског освајања, а већ у 16. веку је на Дорћолу, у то време трговачком центру у Београду, радила кафана. Током овог периода, кафа се служила у каравансарајима и механама. Локали у Београду почели су да се зову кафане после 1739. године, када су Османлије повратиле Србију од Аустрије. У то време најистакнутија кафана био је Црни орао на Дорћолу, који помиње путник Кепер, који је приметио да су кафане подељене по вери.

### Почетком 20. века
Кафана је била заједничко састајалиште за консултације о сеоским или задругарским пословима. Почетком 20. века српске сељачке вође су се често састајале у кафанама, а хрватски сељаци нису, гледајући на то као на урбану праксу, и уместо црне кафе пили су вино. Женама је у то време била онемогућена кафана снажном друштвеном забраном.
У 1900-им годинама, млади српски националисти у Београду састајали су се у градским кафанама где су отворено разговарали о мржњи према Аустро-Угарској и жељи за југословенством. Гаврило Принцип, атентатор на надвојводу Франца Фердинанда, посетио је те кафане  1912. године. Кафана „Црни коњ“ у насељу Варош-капија била је стециште османских Срба избеглица и печалбара (сезонских радника).

### Крајем 20. и 21. века
Крајем 1970-их у Југославији се први пут појавио нови тип локала: кафе бар или колоквијално кафић. Ови барови обично служе еспресо уместо турске кафе, чаја и безалкохолних пића, као и широк избор алкохолних пића, али не и храну. Кафе барови се налазе у свим градовима, већини тржних центара и на већим бензинским пумпама. Постали су суштински део друштвеног живота као место сусрета људи свих узраста, укључујући породице са децом. Студенти су међу најчешћим посетиоцима кафе барова. Многи људи долазе у кафе барове да пуше цигарете, што је у већини земаља бивше Југославије дозвољено, чак и у затвореном простору.
У великим градовима, приморским местима и другим местима која посећују туристи, кафе барови имају велике просторе за седење на отвореном, као и телевизијске екране, углавном за гледање спортова уживо. Већи кафе барови су понекад и ноћни клубови, у којима наступају популарни локални музичари, често у турбо фолк жанру.
Кафане настављају са радом, посебно у Србији, као тип ресторана који је специјализован за традиционалну кухињу, али и алкохол и кафу. Традиционалне кафане и модерни кафе барови су одвојени типови објеката.

## Кафа-кварт
- Стари Град [5] и Скадарлија у Београду, Србија.
- Башчаршија, у Сарајеву, Босна и Херцеговина.

## Фестивали кафе
- КофиФест Београд
- КофиФест Сарајево